# Lluís Revest
Lluís Revest i Corzo (Valencia, 1892 - Castellón de la Plana, 1963) fue un historiador español. Junto con Ángel Sánchez Gozalbo, Gaetà Huguet Breva, Joan Carbón Doménech y Salvador Guinot Vilar, fue uno de los fundadores de la Sociedad Castellonense de Cultura. 
A pesar de nacer en Valencia, se trasladó pronto a Castellón. Estudió Filosofía y Letras, rama de Historia, en la Universidad de Valencia, donde fue ayudante del archivero de la Catedral de Valencia, Roque Chabás. Al volver a Castellón empezó a interesarse por la difusión de la lengua y cultura valencianas, empezando a impartir clases de gramática valenciana en el Casino de los Artesanos. 
Al fundarse la Sociedad Castellonense de Cultura se hizo cargo del estudio de las Cartas Pueblas, debido a su conocimiento de las lenguas clásicas. Bien pronto, y hasta su muerte, pasaría a ocupar la secretaría de la Sociedad. 
Su tarea de erudito encontró difusión en diferentes revistas científicas —sobre todo en el boletín de la Sociedad Castellonense de Cultura— sin olvidar las tareas de divulgación en prensa. 
Su obra más alabada es La llengua valenciana. Notes per al seu estudi i conreu (Castellón de la Plana, 1930), donde demuestra grandes conocimientos lingüísticos y que fue una contribución fundamental para el acuerdo que desembocó en la firma de las Normas de Castellón, al hacer un estudio profundo de las tesis de Pompeu Fabra y proponer las adaptaciones oportunas para la adaptación del valenciano a la lengua catalana. 
Fue bibliotecario de la Biblioteca Provincial de Castellón. En 1929 fue nombrado archivero municipal, y en 1944, al morir Salvador Guinot, fue nombrado cronista de la ciudad.